# Bryan Clay
Bryan Ezra Tsumoru Clay (født 3. januar 1980 i Austin, Texas) er en amerikansk tidligere atletikudøver (mangekæmper), der har vundet to OL-medaljer og en VM-titel udendørs i tikamp samt flere VM-medaljer indendørs i syvkamp.

## Idrætskarriere
Som barn var Clay lidt af en rod, og hans mor fik så det råd, at sønnen skulle til at dyrke sport. Hun foreslog så, at kunne gå til svømning eller atletik, som ikke indebar fysiske konfrontationer, og han valgte så atletikken, som han snart blev begejstret for.
Clays første store internationale resultat kom, da han vandt sølv i syvkamp ved indendørs-VM i 2004. Senere samme år var han med til OL i Athen, hvor han indledte med bedste tid i 100 m-løbet og førte, indtil flere af hans konkurrenter var bedre i højdespring, og han lå på tredjepladsen efter førstedagen, hvor Dmitrij Karpov førte. På andendagen kom tjekken Roman Šebrle stærkt med især bedste præstation i spydkast, hvor Clay blev næstbedst, og Šebrle endte med at vinde guld med 8893 point (olympisk rekord) foran Clay med 8820, mens Karpov fik bronze med 8725 point.
Året efter vandt Clay VM-guld i tikamp, og i 2006 vandt han VM-sølv i syvkamp (indendørs) og i 2008 VM-guld indendørs.
Ved OL 2008 i Beijing mødte Clay igen Šebrle; de to havde haft tætte kampe ved flere lejligheder siden OL 2004, men Šebrle havde været skadet og var derfor ikke på toppen. Clay kom også her godt fra start med sejre i 100 m-løb og længdespring på en dag præget af regn. Han klarede sig dog ikke så godt i højdespring, og hans forspring efter første dag var ikke så stort; nummer to var hviderusseren Andrej Krautjanka, mens amerikaneren Trey Hardee lå på tredjepladsen. På andendagen løb han fint i hækkeløb og fik et rigtig godt resultat i diskoskast, så sejren lignede blot en formalitet og var reelt sikker efter stangspringskonkurrencen, selv om han kæmpede i 1500 meterløbet; han opnåede i alt 8791 point. Krautjanka holdt sin andenplads med 8551 point, mens bronzen overraskende gik til cubaneren Leonel Suárez med 8527.
Ved indendørs-VM 2010 vandt Clay sit sidste internationale mesterskab, da han sejrede i syvkamp. Hans personlige rekord i tikampen lød på 8832 point, sat i 2008.

## Videre karriere
Efter at have afsluttet sin aktive karriere har Clay arbejdet i wellness- og fitness-branchen. Da hans søn i slutningen af 2010'erne begyndte at dyrke atletik, kastede han sig også over atletiktræning.